# Rainer Bonar
Rainer Bonar (geborener Lietzke; * 29. Februar 1956 in Berlin-Lichtenberg; † 25. November 1996 in Berlin-Reinickendorf) war ein deutscher Maler, Grafiker und Fotograf. Er siedelte 1981 von Ost- nach West-Berlin über. Am 25. November 1996 nahm sich Rainer Bonar das Leben; er hinterließ drei Kinder und eine Ehefrau.

## Leben
Rainer Bonar wurde 1956 als Sohn von Helga und Heinz Lietzke in Ost-Berlin (DDR) geboren. Im Anschluss an die Polytechnische Oberschule absolvierte er bis 1974 eine Facharbeiter-Ausbildung als Schrift- und Plakatmaler und arbeitete dann in der Berliner Buchhandelsgesellschaft. 

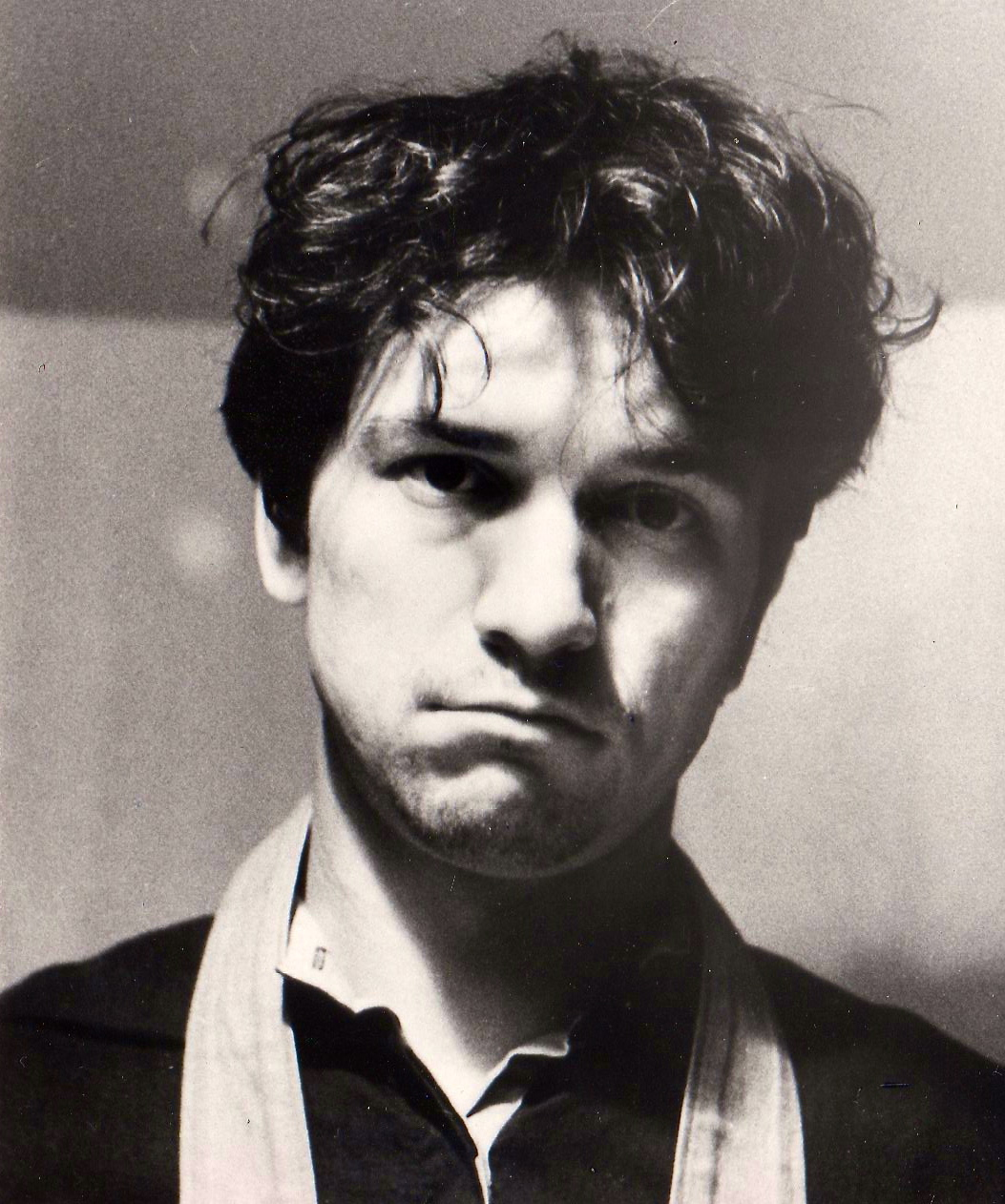
Rainer Bonar

 Aufgrund eines Triptychons, das den Schießbefehl an der innerdeutschen Grenze thematisierte, wurde Bonar im Februar 1973 wegen des Verdachts der „staatsfeindlichen Hetze“ festgenommen. Durch einen Hinweis vorgewarnt, verbrannte er das Werk jedoch noch vor seiner Verhaftung. Im Mai 1975 erfolgte die Einberufung in die NVA. Der als „Regimentsmaler“ tätige Bonar nutzte seine Diensträume für eigene Arbeiten, während sein Freund, der Maler Gerd Sonntag, heimlich auf dem Dachboden der Kaserne arbeitete. Die Arbeiten der beiden Künstler wurden allerdings schon bald durch die NVA entdeckt und teilweise beschlagnahmt oder vernichtet. Bonar wurde wegen des Vorwurfs der „politisch-ideologischen Diversion“ (PID) vernommen, degradiert und im Oktober 1976 „unehrenhaft“ aus der Armee entlassen. Während des Verhörs entgegnete ihm der Vernehmer des MfS: „Sie sind ein Geschwür am Arsch der Republik“.
Von 1973 bis 1977 absolvierte Bonar ein Abendstudium in der Fachrichtung Malerei an der Kunsthochschule Berlin-Weißensee u. a. bei Bruno Bernitz und Arnold Pemmann. Nach einer Tätigkeit als Theatermaler, unter anderem für das Berliner Ensemble und die Staatsoper Berlin, arbeitete er ab 1977 als Ausstellungsgestalter und Werbegrafiker an der Humboldt-Universität zu Berlin sowie beim Kunstdienst der Evangelischen Kirche. Ab 1980 war er zusätzlich journalistisch tätig, zum Beispiel für das Feuilleton der Tageszeitung „Neue Zeit“. Bereits 1978 hatte Bonar einen Ausreiseantrag gestellt, doch erst Anfang 1981 wurde ihm die Erlaubnis erteilt, die DDR zu verlassen. Er siedelte nach West-Berlin über und änderte kurz darauf seinen Familiennamen von Lietzke in Bonar – unter anderem, um unerkannt einem Freund über Ungarn zur Flucht aus der DDR zu verhelfen und seine Familie nicht zu gefährden. Die Flucht am 25. August 1983 misslang jedoch; Bonar war infolge kurzzeitig in ungarischer Haft, sein Freund wurde der DDR überstellt.
Anfang der achtziger Jahre arbeitete Bonar in West-Berlin zunächst als Kraftfahrer und Restaurator, bevor er ab 1986 als freiberuflicher Maler und Grafiker tätig wurde. Von 1987 bis 1988 studierte Bonar Freie Kunst an der FHS Köln bei Karl Marx und erhielt seinen Abschluss als „Meisterschüler“. Von 1987 bis 1991 war er darüber hinaus in West-Berlin als Dozent für das Gesamtdeutsche Institut und die Otto Benecke Stiftung sowie am Paul Löbe Institut für die Bereiche Kultur- und Deutschlandpolitik tätig. Seit seiner Wahl zum stellvertretenden Vorsitzenden des Berliner Berufsverbandes Bildender Künstler (BBK) 1989 war Bonar zunehmend kulturpolitisch und journalistisch aktiv – zum Beispiel für Fachzeitschriften wie „Kulturpolitik“ und „Kunst am Bau“ sowie für Tageszeitungen wie die „Berliner Morgenpost“. Als 2. Vorsitzender des Berufsverband Bildender Künstler Berlin wandte er sich gegen eine Eingliederung des Verbands in die IG Medien (heute: ver.di) und bewahrte durch seine erfolgreiche Intervention dessen Selbständigkeit als Berufsverband.
Infolge des Umbruchs in der DDR konnte Bonar wieder ungehindert Kontakt mit befreundeten Künstlern wie Bärbel Bohley und Robert Rehfeldt aufnehmen. Von 1994 bis zu seinem Suizid zwei Jahre später war er als Dozent an der Universität Brandenburg für den Bereich der Weiterbildung Brandenburgischer Kunstlehrer in Potsdam zuständig und zugleich weiterhin künstlerisch tätig.

## Werk
Das Œuvre Rainer Bonars spiegelt seine Skepsis gegenüber der sozialistischen Ideologie und deren Umsetzung in der DDR. Abseits vom sozialistischen Realismus entstand so das Triptychon zum Thema Schießbefehl. Das dreiteilige Ölbild entstand 1972 und zeigt den Kopf Erich Honeckers, einen Grenzsoldaten, der einem Mann ein Bajonett in den Rücken stößt, Stacheldraht, eine Mauer und Panzer sowie in der Mitte den Schriftzug „66 Tote an der Berliner Mauer“. Bei seiner Vernehmung erklärt er: „Mir kam es darauf an, meine ablehnende Haltung zum Schießbefehl an der Staatsgrenze der DDR zum Ausdruck zu bringen“.

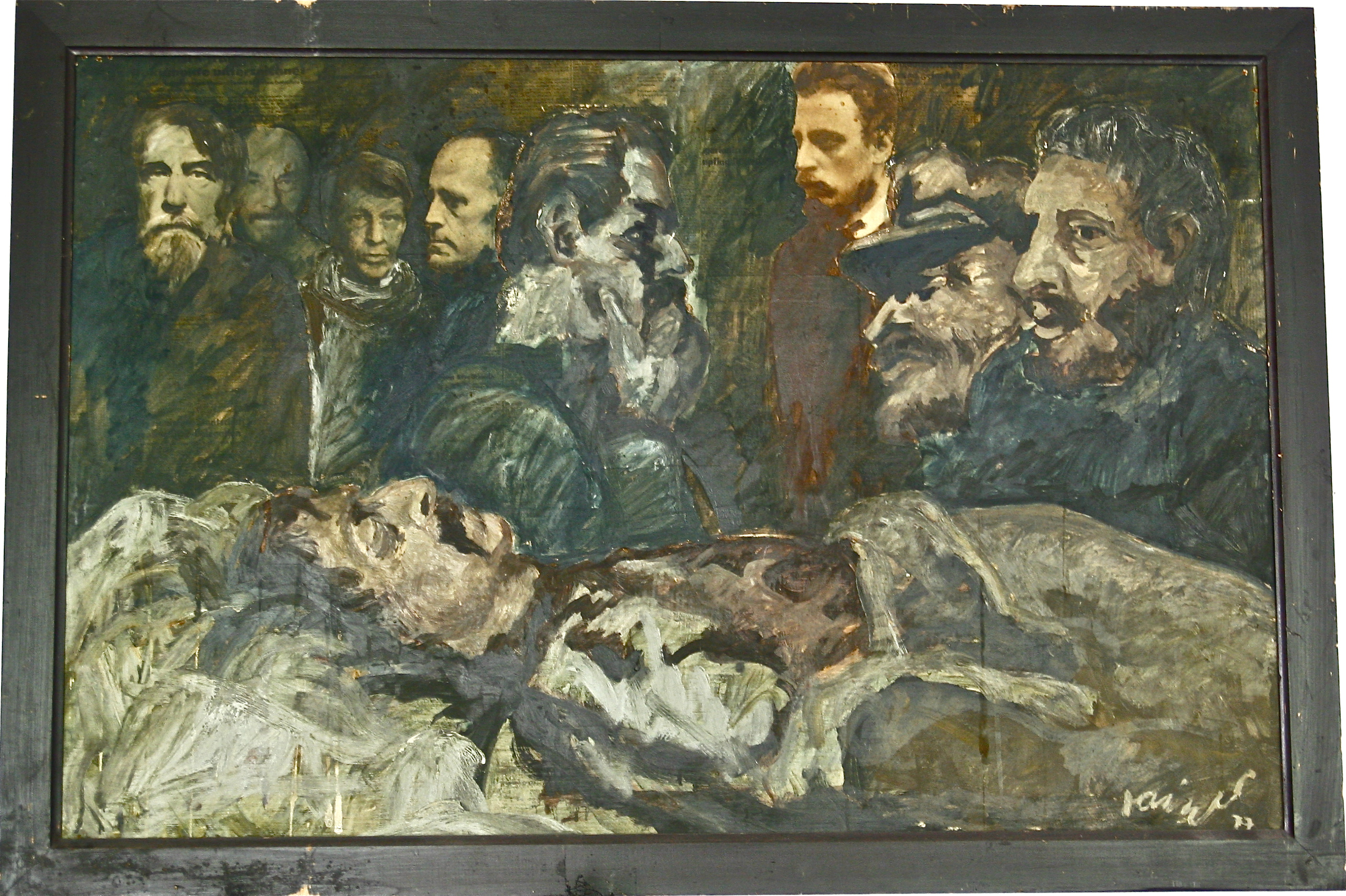
Die Grablegung des Soldaten

Zu Bonars Schlüsselbildern zählt das 1977 entstandene Gemälde „Die Grablegung des Soldaten“. Der Aufgebahrte trägt die Züge des im Jahr zuvor ausgebürgerten Wolf Biermann. Hinter dem toten Soldaten haben sich Lenin, Castro, Rilke, Turgenjew, Claudius und Hermlin eingefunden. Das Werk war in der Kunsthochschule Weißensee zur Eröffnung einer Ausstellung zu sehen. Einem Funktionär fiel erst zu diesem Anlass die versteckte Botschaft des Gemäldes auf: Der Künstler hatte zeigen wollen, dass mit der Ausbürgerung Biermanns auch die Hoffnung auf gesellschaftliche Liberalisierung „zu Grabe getragen“ worden sei.

Zu Beginn seines Œuvres schien sich Rainer Bonar klassischen Genres zu widmen. In seinen Einzelbildern finden sich Porträts, einige wenige Stillleben und Landschaften. Roland März spricht daher im Zusammenhang mit der Berliner Schule von einem gemalten „Intimismus der Glaubwürdigkeit“. Im Sinne Cézannes wird die Natur reduziert; die Farbe wird zum Hauptmittel der Komposition. Bonar sagte selbst: „Bestimmend ist die eigene Tektonik der malerischen Mittel, der Duktus und der sinnliche Wert der Farbe.“ Nicht die Zeichnung, Licht oder Schatten schaffen den Bildaufbau, sondern die gegeneinander abgestimmten Farbwerte. Die Formen werden vereinfacht.
In den siebziger Jahren entstanden zahlreiche Milieufotos – Porträts und Gruppenfotos wie zum Beispiel informelle Treffen der Prenzlauer-Berg-Szene bei Ekkehard Maaß oder die verfallende bauliche Substanz Ost-Berlin. Die Fotografien dienen als Gegenbilder zu den staatstragenden Bildern der linientreuen Massenmedien und spiegeln einen sozialdokumentarischen Anspruch. Mit den Mitteln der Fotografie halten die Künstler fest, was um sie herum geschieht. Sie entstanden im eigenen Auftrag, ohne die Möglichkeit, sie in der DDR zu publizieren. Der fotografische Nachlass Bonars ist bisher nicht vollständig erschlossen.
Nach seiner Aussiedlung entstand die Serie „Berliner Piktogramme“. In Anlehnung an A.R. Penck wandte sich der Künstler der Abstraktion als internationaler Sprache zu. Stilistisch und motivisch finden sich deutliche Parallelen zu Pencks archaischer Symbolwelt sowie Anklänge an die informellen Techniken der Graffiti-Kunst.

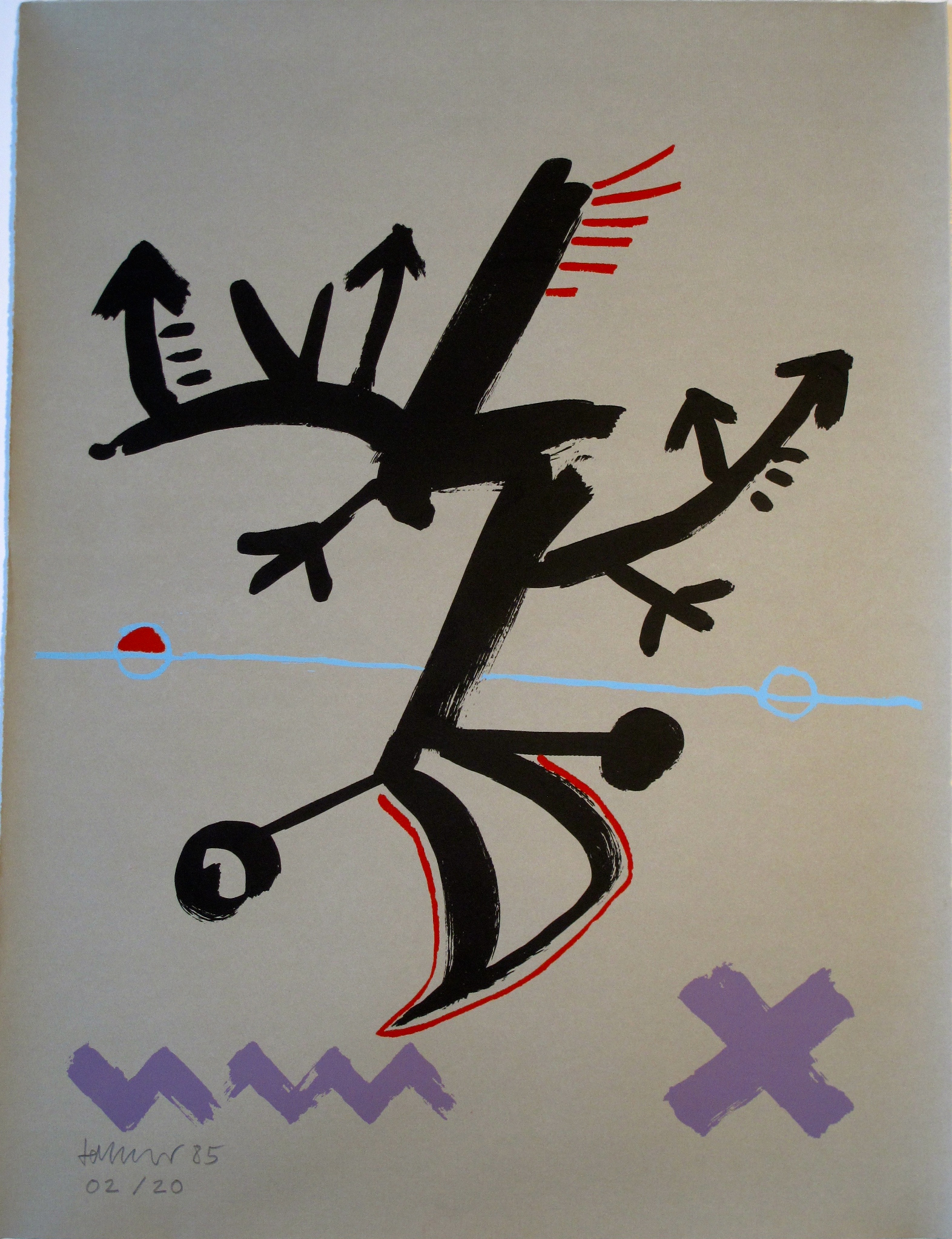
Der Preußische Ikarus aus der Serie „Berliner Piktogramme“

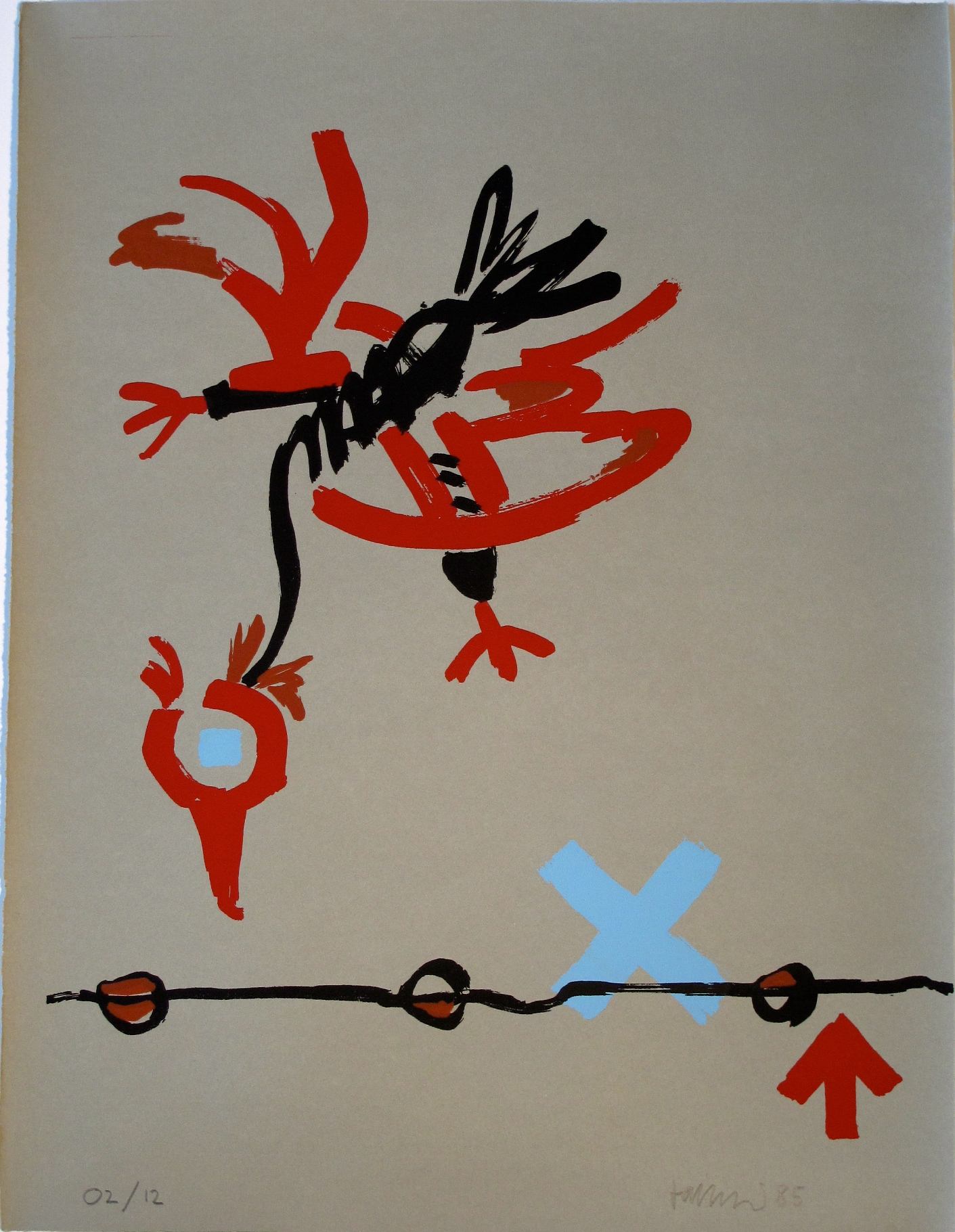
Der Absturz aus der Serie „Berliner Piktogramme“

Die Ikarus-Symbolik zieht sich wie ein roter Faden durch die Werke des Künstlers. „Der preußische Ikarus“ von 1984 zeigt den preußischen Adler und entstand in Anlehnung an Wolf Biermanns „Ballade vom preußischen Ikarus“. Nach eigenen Aussagen deutete Bonar den Mythos weiter: so stünde dieser für ihn „als Sinnbild des Abhauens, Aussteigens, der Loslösung und Überwindung der Bodenständigkeit, des Aufstrebens zur höheren Erkenntnis – Rücksturz auf den Boden der Tatsachen inbegriffen: mit tödlichem Ausgang.“

Seit Juni 2018 befindet sich der künstlerische Nachlass Rainer Bonars im Archiv der Bundesstiftung zur Aufarbeitung der SED-Diktatur in Berlin. 

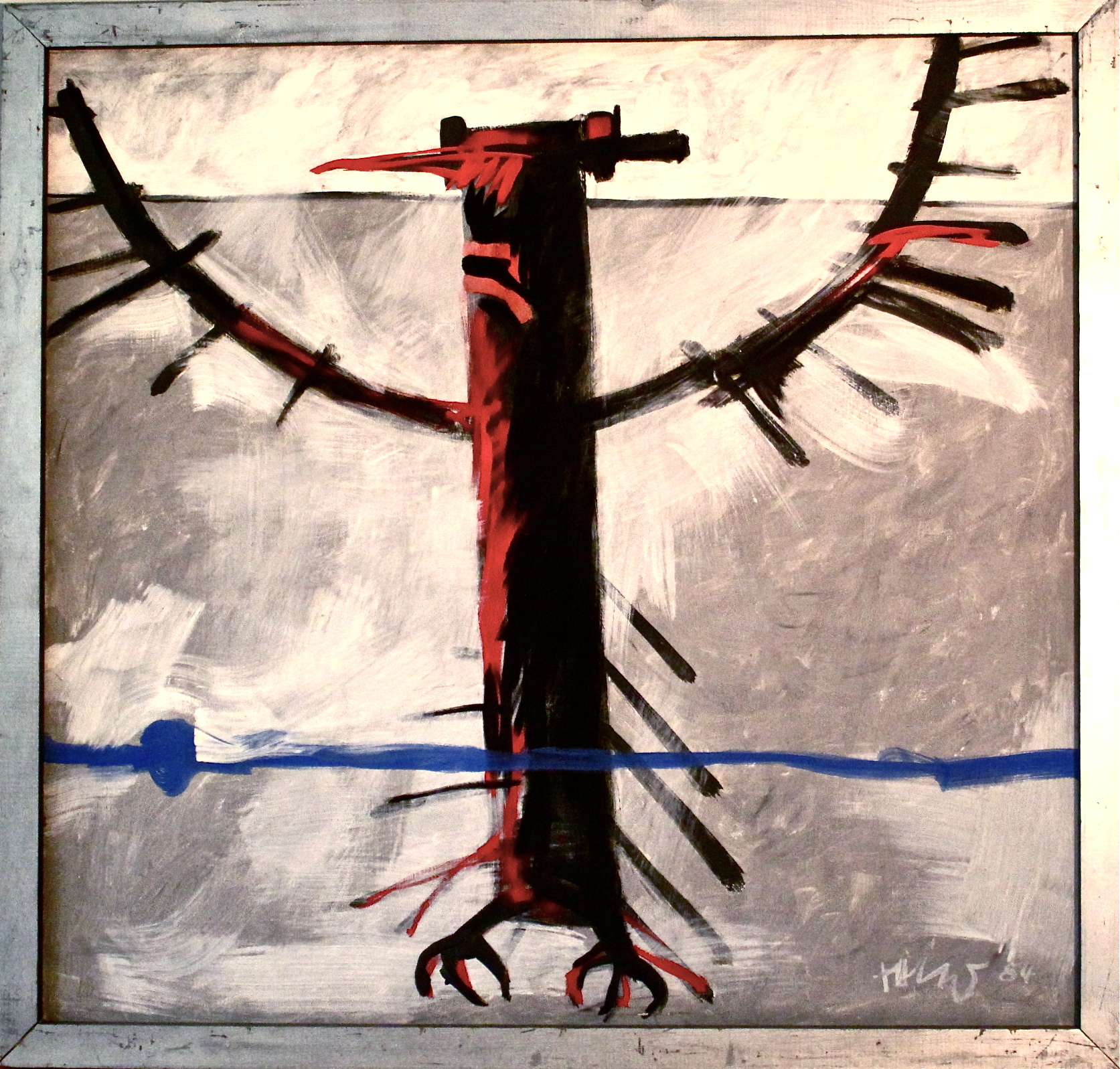
Der Preußische Ikarus

## Rezeption
Seit einiger Zeit rücken Rainer Bonars Leben und Werke zunehmend in den Fokus der öffentlichen Wahrnehmung. So eröffnete im Februar 2012 die Dauerausstellung „Meine ablehnende Haltung zum Schießbefehl zum Ausdruck bringen – Rainer Bonar 1956–1996“ im Mauermuseum Haus am Checkpoint Charlie in Berlin. Die Eröffnungsrede hielt Roland Jahn, Bundesbeauftragter für die Unterlagen des Staatssicherheitsdienstes der ehemaligen DDR. Im Herbst 2013 gab es eine Sonderausstellung mit Bonars Werken in der Erinnerungsstätte Notaufnahmelager Marienfelde Berlin. im Februar 2016 eröffnet eine Einzelausstellung im Rathaus Reinickendorf.
Hannes Schwengers Erzählung „Robert fliegt“ basiert auf Bonars Biographie und enthält Radierungen des Künstlers. Sie widmen sich mit dem Ikarusflug über Mauern und Grenzen, der Auseinandersetzung mit dem Eingesperrtsein.
Hannelore Offner und Klaus Schröder widmeten das Buch „Eingegrenzt – Ausgegrenzt: Bildende Kunst und Parteiherrschaft in der DDR 1961–1989“, neben Sieghard Pohl, dem Künstler Rainer Bonar. Sein Lebenslauf sei vom Widerstehen gegen totalitäre Anmaßungen geprägt, und er habe zu Lebzeiten mit unverzichtbaren Hinweisen an der Entstehung des Buches mitgewirkt.

## Ausstellungen
Einzelausstellungen:
| 6–7/1985         | Projekt Kunst im Klinikum Steglitz der Freien Universität Berlin                                                                                           |
| 9/1985           | Gesamtdeutsches Institut, Berlin |
| 1–2/1988         | KAOS Galerie, Köln |
| 11/1993          | Jugendkunstschule ATRIUM, Berlin |
| seit 2/2012      | Dauerausstellung: „Meine ablehnende Haltung zum Schießbefehl zum Ausdruck bringen – Rainer Bonar 1956–1996“, Mauermuseum Haus am Checkpoint Charlie Berlin |
| 11/2013 – 3/2014 | Sonderausstellung: „Ich war nie einer von euch!“ Der Künstler Rainer Bonar zwischen Ost und West. Erinnerungsstätte Notaufnahmelager Marienfelde, Berlin   |
| 3–6/2016         | Sonderausstellung „Von dort – hierher. Reinickendorfer Jahre 1981–1996“, Rathaus-Galerie Reinickendorf, Berlin                                             |

Ausstellungsbeteiligungen:
| 1977             | Ausstellung in der Kunsthochschule Weißensee                                                                                      |
| 2–3/1980         | Berlin, Bilder unserer Stadt, Kunstdienst der evang. Kirche, Berlin-Ost                                                           |
| 12/1985 – 1/1986 | Ikarus, Mythos als Realismus in Beispielen der Gegenwartskunst, Realismus Studio 33, Neue Gesellschaft für Bildende Kunst, Berlin |
| 12/1985 – 1/1986 | Von dort hierher, Ausstellung ehemaliger DDR Künstler, Kunstverein Villa Streccius, Landau/Pfalz                                  |
| 8–10/1986        | Im Spannungsfeld, 25 Jahre Berliner Mauer, Galerie im Fontane-Haus, Kunstamt Berlin-Reinickendorf                                 |
| 5–8/1987         | Der Traum vom Fliegen, Rathaus Berlin-Tempelhof                                                                                   |
| 8–10/1987        | twin town art, Kunstamt Berlin-Reinickendorf                                                                                      |
| 5–6/1989         | Jericho, Künstler-Symposium, Hamburger Bahnhof, Berlin                                                                            |
| 6–7/1990         | 14 Reinickendorfer Künstler, Kunstamt Berlin-Reinickendorf                                                                        |
| 10–12/1990       | Ausgebürgert – Künstler aus der DDR 1949–1989, Staatliche Kunstsammlung Dresden, Albertinum                                       |
| 1–3/1991         | Deichtorhallen, Hamburg |
| 11–12/1992       | Galerie iX, Berlin |
| 11–12/1994       | twin town art, Kunstamt Berlin-Reinickendorf                                                                                      |

## Publikationen
- Bonar, Rainer: Nippes auf dem Vertiko, in: Kulturforum der Sozialdemokratie (Hrsg.): Nippes auf dem Vertiko, Essen 1993, S. 73 ff.
- Bonar, Rainer (Red.): Die unbewältigte Gegenwart. Aufgaben und Möglichkeiten der öffentlichen Bibliotheken in Brandenburg; Dokumentation; Tagesseminar der Friedrich-Ebert-Stiftung, Landesbüro Brandenburg, 4. November 1991 / hg. vom Landesbüro Brandenburg der Friedrich-Ebert-Stiftung, Brandenburg 1992.
- Bonar, Rainer: Der Flug des Menschen – die Unmöglichkeit des Davonfliegens, in: Nill, Peggy (Red.): Der Traum vom Fliegen: Faszination zwischen Kunst und Technik, Berlin (West) 1987, Seite 57.
- Bonar, Rainer: Freiheit der Kunst heißt nicht Freiheit für den Künstler, in: Kulturpolitik 4/1989, S. 119–120.
- Bonar, Rainer: Die Kunst und die Kohle, in: Kulturpolitik 2/1990, S. 57.
- Bonar, Rainer: RENT A PICTURE?, in: Kunst am Bau 28 (1988) 09, S. 24–25.
- Bonar, Rainer: Die Unschärfe der Worte, in: Kulturpolitik 4/1992, S. 115–117.
- Unterstützung des Buch-Projektes: „Die Grenze durch Deutschland. Eine Chronik von 1945 bis 1990“ von Roman Grafe, Berlin 2002.